# Gouvernement Francisco Silvela (2)
Le second gouvernement de Francisco Silvela est le  gouvernement du royaume d’Espagne en fonction entre le 6 décembre 1902 et le 20 juillet 1903, présidé par le conservateur Francisco Silvela.

## Présentation
Le leader libéral Práxedes Mateo Sagasta cède le gouvernement au nouveau leader conservateur Francisco Silvela le 6 décembre 1902 dans le cadre du turno caractéristique du régime de la Restauration après la conclusion du pacte du Pardo entre les deux partis.

## Composition
| Portefeuille                                                                  | Titulaire(s),                                               | Titulaire(s), |
| ----------------------------------------------------------------------------- | ----------------------------------------------------------- | ------------- |
| Président du Conseil des Ministres                                            | Francisco Silvela                                           |               |
| Ministre de l'Intérieur                                                       | Antonio Maura y Montaner                                    |               |
| Ministre d’État                                                               | Buenaventura Abárzuza Ferrer                                |               |
| Ministre de la Grâce et de la Justice                                         | Eduardo Dato e Iradier                                      |               |
| Ministre du Budget                                                            | Raimundo Fernández Villaverde *hasta el 25 de marzo de 1903 |               |
| Ministre du Budget                                                            | Faustino Rodríguez-San Pedro *desde el 25 de marzo de 1903  |               |
| Ministre de l'Agriculture, de l'Industrie, du Commerce et des Travaux Publics | Francisco Javier González de Castejón y Elío                |               |
| Ministre de la Guerre                                                         | Arsenio Linares y Pombo                                     |               |
| Ministre de la Marine                                                         | Joaquín Sánchez de Toca Calvo                               |               |
| Ministre de l’Instruction publique et des Beaux-arts                          | Manuel Allendesalazar y Muñoz de Salazar                    |               |